# أسفل محيديب

تعديل مصدري - تعديل

أسفل محيديب هي إحدى قرى عزلة القارة بمديرية رصد التابعة لمحافظة أبين، بلغ تعداد سكانها 56 نسمة حسب تعداد اليمن لعام 2004.